# Paya Baro Meuko
Paya Baro Meuko is een bestuurslaag in het regentschap Aceh Barat van de provincie Atjeh, Indonesië. Paya Baro Meuko telt 148 inwoners (volkstelling 2010).